# Комарово (Осинский район)
Комарово — село в Осинском городском округе Пермского края России.

## История
Известно с 1780 года как починок Комаров. В 1854 году была возведена деревянная церковь, освящённая во имя апостолов Петра и Павла. В декабре 1929 года, в ходе коллективизации, в селе был образован колхоз «Урал», который в 1950 году был укрупнён и переименован в честь маршала Ворошилова (с 1957 года — «Октябрь», с 1958 года — им. Сталина, с 1961 года — им. 22-го партсъезда).
До 2019 года являлось центром ныне упразднённого Комаровского сельского поселения Осинского района.

## География
Расположено преимущественно на правом берегу реки Пизьмы, вблизи места впадения в неё реки Северной. Абсолютная высота — 102 метра над уровнем моря.
Климат
Климат характеризуется как умеренно континентальный, с продолжительной холодной зимой и коротким относительно тёплым летом. Средняя температура воздуха в зимний период составляет −10 °С (абсолютный минимум — −54 °С), в летний период — 20 °С (абсолютный максимум — 38 °С). Среднегодовое количество осадков — около 598 мм. Снежный покров держится в течение 160—170 дней в году.

## Население
| 2010 |
| ---- |
| 451  |

Половой состав
По данным Всероссийской переписи населения 2010 года в половой структуре населения мужчины составляли 48,6 %, женщины — соответственно 51,4 %.
Национальный состав
Согласно результатам переписи 2002 года, в национальной структуре населения русские составляли 93 % из 517 чел.